# Bohars
Bohars település Franciaországban, Finistère megyében. Lakosainak száma 3671 fő (2022. január 1.). Bohars Brest, Guilers és Milizac-Guipronvel községekkel határos.

## Népesség
A település népességének változása:
| Lakosok száma | 909  | 2887 | 3043 | 3288 | 3528 | 3491 | 3458 | 3530 | 3559 | 3671 |
|               | 1968 | 1982 | 1990 | 2006 | 2013 | 2015 | 2017 | 2019 | 2020 | 2022 |